# Friedrich Seifert (Mineraloge)
Friedrich Alfred Seifert (* 8. Mai 1941 in Dresden) ist ein deutscher Mineraloge und Geophysiker.

## Leben und Wirken
Seifert studierte Geologie und Mineralogie in Kiel und Zürich. 1966 wurde er an der Universität Kiel in Mineralogie promoviert. Anschließend war er wissenschaftlicher Mitarbeiter an der Ruhr-Universität Bochum. Dort wurde er 1970 habilitiert und 1972 zum außerplanmäßigen Professor berufen. Nach einem Forschungsaufenthalt am Geophysical Laboratory in Washington, D.C. wurde er 1974 ordentlicher Professor für Mineralogie und Petrologie in Kiel.
Seifert folgte zum 1. April 1986 einem Ruf auf den Lehrstuhl für Experimentelle Geowissenschaften an der Universität Bayreuth. Gleichzeitig wurde er der erste Direktor des neu gegründeten Bayerischen Forschungsinstituts für Experimentelle Geochemie und Geophysik in Bayreuth. Zum 30. September 2006 wurde er emeritiert. Er war ab 1988 ordentliches und ist seit 2006 korrespondierendes Mitglied der Bayerischen Akademie der Wissenschaften, seit 1990 Mitglied der Academia Europaea, seit 1991 Mitglied der Leopoldina und seit 1997 korrespondierendes Mitglied der Akademie der Wissenschaften zu Göttingen.
Auf Grund seiner Arbeiten im Bereich der Hochdruckforschung wurden Seifert zahlreiche nationale und internationale Auszeichnungen zu Teil, darunter auch ein Ehrendoktor der Universität Uppsala. 1987 wurde er mit einem Gottfried-Wilhelm-Leibniz-Preis der Deutschen Forschungsgemeinschaft und 2004 mit der Abraham-Gottlob-Werner-Medaille in Silber ausgezeichnet. 2012 erhielt er die Walter-Kertz-Medaille der Deutschen Geophysikalischen Gesellschaft.
Nach Seifert ist die Quarzmodifikation Seifertit benannt. Seifertit wurde erstmals in Meteoriten vom Mars nachgewiesen. Allerdings müsste es auch im unteren Erdmantel, in Tiefen unterhalb von 1700 Kilometern, in Gesteinen mit freiem Siliciumdioxid vorhanden sein. Das durchscheinende, lamellare Hochdruck-Mineral ist die bisher dichteste natürliche Modifikation des Quarz. Es zeichnet sich durch eine ungewöhnliche Härte aus, ist jedoch lediglich bei Drücken über 780 kbar stabil.